# Media verdad
Media verdad o verdad a medias es una declaración engañosa que incluye algún elemento de verdad. La declaración puede ser parcialmente verdad, puede ser totalmente cierta, pero solo de una parte de la verdad global, o usar un elemento engañoso, como una puntuación inadecuada, o un doble sentido, sobre todo si la intención es engañar, evadir, o tergiversar la verdad.

¿Dijiste media verdad?, dirán que mientes dos veces si dices la otra mitad.
Antonio Machado.

Las verdades a medias, así como la verdad fuera de contexto, tienen efectos más poderosos que las mentiras, ya que pueden convencer más fácilmente al receptor del mensaje gracias a la parte de verdad aportada. Los nazis, y especialmente Goebbels, emplearon conscientemente en su propaganda tanto la mentira directa como la media verdad y la verdad fuera de contexto.

## Política
Se suele citar una frase del filósofo Alfred North Whitehead: «No hay verdades completas; todas las verdades son medias verdades, pero el diablo juega a hacerlas pasar como verdades completas». Si esto es cierto, las declaraciones, o las verdades, que de acuerdo con Whitehead son todas «verdades a medias», siempre son susceptibles de verter a conclusiones engañosas o falsas.
Algunas formas de «verdades a medias» son una parte inseparable de la política en las democracias representativas. La reputación de un candidato político puede sufrir daños irreparables si se expone a una mentira, por lo que se ha evolucionado hacia un complejo estilo de lenguaje para minimizar la posibilidad de que esto ocurra. Si alguien no ha dicho algo, no puede ser acusado de mentir. Como consecuencia de ello, la política se ha convertido en un mundo donde se esperan medias verdades, y las declaraciones de políticos rara vez son aceptadas con su valor entero.
William Safire define una verdad a medias, con fines políticos, como «una declaración suficientemente precisa como para necesitar una explicación, y cuanto más larga sea la explicación, tanto más probable una reacción que haga que el público se lo crea también a medias».